# Генріх VIII (фільм, 1911)
«Генріх VIII» (англ. Henry VIII) — британський німий історичний фільм 1911 року режисера Віла Баркера. Фільм заснований на п'єсі Вільяма Шекспіра та Джона Флетчера «Генріх VIII». Герберту Трі було виплачено 1000 фунтів стерлінгів за роль кардинала Волсі, яка була використана як частина реклами фільму. Письменник Луїс Н. Паркер працював консультантом з історичної точності.

## Сюжет
Центральним епізодом є процес розлучення Генріха з його першою дружиною Катериною й одруження з Анною Болейн.

## У ролях
- Артур Буршер — Генріх VIII
- Герберт Бірбом Трі — кардинал Волсі
- Віолет Ванбрю — королева Катерина
- Лора Кові — Анна Болейн
- С. А. Куксон — кардинал Кампей
- Чарльз Фуллер — Кранмер
- А. Е. Джордж — герцог Норфолка
- Бесіл Джілл — герцог Букінгема
- Едвард О'Нейл — герцог Саффолка
- Джеральд Лоуренс — граф Суррей
- Едвард Сасс — лорд Чемберлен
- Френсіс Шам'єр — Капуціус
- Кларенс Дервент — лорд Абергавенні
- Волтер Крейтон — лорд Сандс
- Едмунд Гурні — сер Генрі Гільдфорд
- Генрі Г'ювітт — сер Томас Ловелл
- Чарльз Джеймс — сер Ніколас Фокс
- Реджинальд Оуен — Томас Кромвель